# Katarzyna Bachledová-Curuśová
Katarzyna Anna Bachledová-Curuśová (* 1. ledna 1980 Sanok), rozená Wójcická, je polská rychlobruslařka.
Na prvních mezinárodních závodech se objevila v roce 1995, prvního Mistrovství světa juniorů se zúčastnila v roce 1998 (12. místo), od sezóny 1998/1999 pravidelně závodí ve Světovém poháru. V roce 1999 debutovala na Mistrovství Evropy (19. místo), startovala na Zimních olympijských hrách 2002, kde se v závodech na 1500 a 3000 m shodně umístila na 26. příčce. Na zimní olympiádě 2006 dosáhla osmého místa na trati 1000 m, v závodě na 1500 m byla jedenáctá, na 3000 m desátá a na 5000 m šestnáctá. V letech 2008 a 2009 byla osmá na evropském šampionátu, roku 2009 dojela jako pátá na trati 1500 m na Mistrovství světa na jednotlivých tratích. Ze Zimních olympijských her 2010 si odvezla bronzovou medaili ze stíhacího závodu družstev, na trati 1000 m skončila na 31. místě, na distanci 1500 m se umístila jako patnáctá. Sezónu 2010/2011 vynechala, v dalším ročníku startovala pouze na polských závodech a menších mezinárodních akcích. Na Mistrovství světa 2013 vybojovala s polským družstvem stříbrnou medaili. Zúčastnila se Zimních olympijských her 2014, kde byla v závodě na 3000 m diskvalifikována, poloviční distanci dokončila na 6. místě a získala stříbro ve stíhacím závodě družstev. Na Zimních olympijských hrách 2018 se v závodě na 3000 m umístila na 17. místě, na poloviční distanci skončila na 13. příčce a ve stíhacím závodě družstev byla sedmá.